# Akdik
Akdik ein Dorf (Köy) im Landkreis Pülümür der türkischen Provinz Tunceli. Im Jahr 2011 lebten in Akdik 10 Menschen.

## Kultur
An der Südseite der Ortschaft liegt ein Berg, wo gebetet und Opfer dargebracht werden.
Die Einwohner sind alevitischen Glaubens und sprechen die Zaza-Sprache.

## Geographie
Die Provinzhauptstadt Tunceli ist 50 km und die Kreisstadt Pülümür 20 km entfernt.
Der Fuß des Berges ist mit Wäldern bedeckt.

## Wirtschaft
Die lokale Wirtschaft basiert auf Landwirtschaft und Viehzucht.